# آشاوا
آشاوا (به لاتین: Ashava) یک منطقهٔ مسکونی در افغانستان است که در ولسوالی غوربند واقع شده‌است.